# Zodiac
Zodiac – płyta koncertowa Marillion. Nagrana została podczas zjazdu brytyjskiego fanclubu Marillion "The Web UK" od 24 do 27 czerwca w Oksfordzie.

## Lista utworów
1. Rich
2. Uninvited Guest
3. Goodbye to All That
4. Afraid of Sunlight
5. Deserve
6. Sugar Mice (Acoustic)
7. Answering Machine (Acoustic)
8. Berlin
9. Cathedral Wall
10. Waiting to Happen
11. Garden Party